# Mil nubes de paz cercan el cielo, amor, jamás acabarás de ser amor
Mil nubes de paz cercan el cielo, amor, jamás acabarás de ser amor è un film del 2003 diretto da Julián Hernández.
Girato, completato e messo sotto copyright nel 2003, il film non venne però distribuito fino al 2004.
Venne presentato al Sundance Film Festival e al Festival internazionale del cinema di Berlino del 2003.

## Trama
Poco dopo aver accettato la sua omosessualità, il diciassettenne Gerardo rompe con Bruno, il suo primo vero fidanzato. Per cercare di alleviare il dolore, inizia a vagare senza speranza per le strade di Città del Messico, ove fa molti incontri di sesso occasionale, ma il ricordo di Bruno continua a tormentarlo.
Le immagini lo perseguitano, ogni corpo maschile che vede gli ricorda quello di Bruno, che nella sua fantasia è ancora con lui. I suoi sogni bagnati non bastano però a dargli pace, e neppure la masturbazione gli offre sollievo.
Gerardo vorrebbe trattenere quel che resta del suo passato amore, ma è come cercare di raggiungere le nubi che attraversano il cielo. Gerardo riesce a trovare un po' di consolazione soltanto in una lettera, che trova nella spazzatura, sebbene non lo riguardi.
Nella sua condizione, Gerardo non si preoccupa minimamente delle faccende altrui, né delle loro opinioni: neppure i suoi amici riescono ad essergli d'aiuto, perché si sta isolando in una torre per conservare il suo desiderio verso Bruno e metterlo al riparo dalle minacce del mondo vero, per vivere un addio senza fine in una città senza confini.

## Accoglienza
Il sito web di recensioni cinematografiche Rotten Tomatoes ha dato al film un punteggio del 32% basato su otto recensioni. Metacritic gli ha dato una valutazione "generalmente negativa" del 35% sulla base di 16 recensioni.

## Riconoscimenti[4]
- 2003 - Festival internazionale del cinema di Berlino
- Teddy Award al miglior lungometraggio a Julián Hernández
- 2003 - Bogota Film Festival
  - Nomination Golden Precolumbian Circle al miglior film a Julián Hernández
- 2003 - Lima Latin American Film Festival
  - Best First Work a Julián Hernández
- 2004 - Premio Ariel[5]
  - Silver Ariel per la miglior attrice coprotagonista a Clarissa Rendón
  - Silver Ariel per la miglior attrice non protagonista a Perla De La Rosa
  - Silver Ariel per il miglior suono a Enrique L. Rendón Jaramillo, Aurora Ojeda, Neto Gaytán e Basilio García[6]
  - Nomination Golden Ariel
  - Nomination Silver Ariel per la miglior regia a Julián Hernández
  - Nomination Silver Ariel per la miglior sceneggiatura originale a Julián Hernández
  - Nomination Silver Ariel per la miglior montaggio a Julián Hernández e Emiliano Arenales Osorio
  - Nomination Silver Ariel per la miglior opera prima a Julián Hernández

## Citazioni cinematografiche
Gerardo fa diversi riferimenti al film Valencia (1957) e la colonna sonora del film si sente diverse volte.